# Джоан Алън
Джоан Алън (на английски: Joan Allen) е американска актриса. 

## Биография
Джоан Алън е родена на 20 август 1956 година в Рошел, Илинойс. Тя е най-малкото от четирите деца на Доротея Мари (по баща Вирт), домакиня, и Джеймс Джеферсън Алън, собственик на бензиностанция. Има по-голям брат Дейвид и две по-големи сестри, Мери и Лин. Алън посещава гимназията на град Рошел. Посещава университета в Източен Илинойс, изпълнявайки няколко пиеси с Джон Малкович, с когото са състуденти, а след това се прехвърля в Университета на Северен Илинойс, където завършва с бакалавърска степен по изящни изкуства и театър.

### Кариера
Джоан Алън започва своята кариера като телевизионна и театрална актриса, преди да направи своя филмов дебют във филма „Компромисни позиции“ (1985). Става член на ансамбъла в театралната компания „Степният вълк“ (Steppenwolf Theatre Company) през 1977 г., където е поканена от Джон Малкович. През 1989 г. Алън печели награда Тони за дебютното си изпълнение на Бродуей в „Изгорете това“ (Burn This) в партньорство с Малкович.
Тя получава номинации за Оскар за най-добра поддържаща женска роля за ролите си на Пат Никсън в „Никсън“ (1995) и като Елизабет Проктър, жена обвинена в магьосничество, в „Лов на вещици“ (1996). Номинирана е и за Оскар за най-добра женска роля за ролята си в „Претендентът“ (2000), в който играе политик, който става обект на скандал.
Джоан Алън играе директора на отдела на ЦРУ Памела Ланди в „Превъзходството на Борн“, „Ултиматумът на Борн“ и „Наследството на Борн“. Появява се и в „Смъртоносна надпревара“, играейки надзирателка в затвор.
През 2015 г. Алън подписва за водеща роля в драматичния сериал на ABC „Семейството“ (The Family), играейки ролята на злодей манипулативен кмет и матриарх на семейството си.

### Личен живот
През 1990 г. Джоан Алън се жени за актьора Питър Фридман. Развеждат се през 2002 г. и имат една дъщеря, Сади, родена през февруари 1994 г.

## Избрана филмография
| година | филм                    | оригинално заглавие           | роля                      | режисьор                |
| ------ | ----------------------- | ----------------------------- | ------------------------- | ----------------------- |
| 1986   | Пеги Сю се омъжи        | Peggy Sue Got Married         | Меди Нагъл                | Франсис Форд Копола     |
| 1988   | Мечтата на Тъкър        | Tucker: The Man and His Dream | Вера Тъкър                | Франсис Форд Копола     |
| 1996   | Лов на вещици           | The Crucible                  | Елизабет Проктър          | Никълъс Хайтнър         |
| 1997   | Лице назаем             | Face/Off                      | Ив Арчър                  | Джон Ву                 |
| 2000   | Претендентът            | The Contender                 | Лейн Билингс Хансън       | Род Лури                |
| 2004   | Тетрадката              | The Notebook                  | Ан Хамилтън               | Ник Касаветес           |
| 2004   | Превъзходството на Борн | The Bourne Supremacy          | Памела Ланди              | Пол Грийнграс           |
| 2007   | Ултиматумът на Борн     | The Bourne Supremacy          | Памела Ланди              | Пол Грийнграс           |
| 2008   | Смъртоносна надпревара  | Death Race                    | Клер Хенеси, надзирателка | Пол Уилям Скот Андерсън |
| 2012   | Наследството на Борн    | The Bourne Legacy             | Памела Ланди              | Тони Гилрой             |
| 2015   | Стая                    | Room                          | Нанси Нюсъм               | Лени Ейбрахамсън        |